# Camille De Bast
Camille Isidore Joseph De Bast, né le 3 mars 1845 à Gand et y est mort le 3 juillet 1927 fut un homme politique libéral belge.

## Biographie
De Bast fut industriel dans le textile et administrateur de la Gentsche Bank; il fut élu conseiller communal de Gand et sénateur de l'arrondissement de Gand-Eeklo, à l'origine en suppléant de Hippolyte Lippens.

## Généalogie
- Il fut le fils de Camille sr. (°1807-1872) et Hortense Dehert (1819-1899).
- Il épousa une belgo-italienne Amalia Armellini (Rome, 1848), fille de Virginio Armellini, avocat romain, et de Louise Jaequemyns, née à Dadizeele**.

## Sources
- Liberaal Archief
  - archives familiales Jaequemyns
  - Huwelijksaankondiging Amalia Armellini en Camille De Bast